# 雷锋大道
雷锋大道位于湘江以西，为湖南省长沙主城区连接望城区以及益阳赫山和湘阴的重要通道，也是望城第二条连接城区的主干道，为 101省道起始部分。已拓建部分南起岳麓大道，北过沩水河，经过大众垸区，止于乔口柳林江大桥，总长38.67公里，其中望城境内34.27公里（含大众垸区原高乔大道16.7公里）。雷锋大道始建于1992年，路幅为14米至26米不等。2008年10月全线拓改，2009年6月通车。其中岳麓段，长约4.5公里，宽33米；望城段从双拥楼门楼至湖南商学院北津学院，全长近6公里，路幅宽60米；全段公路设计时速60公里。

## 历史
1992年修建的雷锋大路，北起高塘岭镇城白路（今旺旺路），南至望城坡经济开发区（今望城坡街道），连通长张高速长益段和319国道，全长16.2公里。公路按一级公路线型和城市二级道路标准设计，全线规划路幅宽60米，按超普二级路宽18米施工，集镇段按路面60米施工，平曲线最小半径700米，最大纵坡不超过3%，该公路为望城第一条超标准、超等级公路，预算造价10,842万元。1992年11月12日，望城县雷锋大道工程建设指挥部成立，11月24日工程开工，路基工程于1993年12月完成，1996年11月竣工通车。整个工程共压挖田土809亩，拆迁房屋99栋、117户、16,095平方米，搬迁高压电杆8处、变压间3处、中同轴电缆1处、长途国防线1处。安装涵管106处、4670米，砌筑拱涵3处、130米，建一座长16米、宽24米的桥梁，开山18座，跨垅19条，移动土石方350万立方米。共铺装碎石、孵石104,400立方米，砂子7,200立方米，开挖水沟长11,000米，培路肩45,600平方米，整边坡、贴草皮98,000平方米，砌麻石挡土墙8处3,125立方米。